# SloMo
SloMo is een nummer van de Cubaans-Spaanse zangeres Chanel Terrero. Het nummer vertegenwoordigde Spanje op het Eurovisiesongfestival in 2022 in Turijn en eindigde op plek 3.
Terrero won met dit liedje het Benidorm Fest 2022 (de Spaanse voorronde van het Eurovisiesongfestival) met 96 punten en mocht zodoende Spanje vertegenwoordigen.

## Context
In een persconferentie meldde Chanel dat het lied sprak over "empowerment, je comfortabel voelen met je lichaam, sterk, groot en goed stappend, je kruin opzetten en op de grond twerken. Het is onmogelijk om niet op te staan uit de stoel."
Eén van de songwriters, Arjen Thonen, onthulde dat hij het nummer schreef met Jennifer Lopez in gedachten; Lopez reageerde echter nooit op zijn inzending.

## Hitlijsten
| Chart (2022)        | Piek positie |
| ------------------- | ------------ |
| Spanje (PROMUSICAE) | 13           |
| Spanje (LOS40)      | 9            |
| Litouwen (AGATE)    | 67           |